# Horia Toboc
Horia Toboc (* 7. Februar 1955 in Ianca) ist ein ehemaliger rumänischer Hürdenläufer und Sprinter.
1978 wurde er bei den Europameisterschaften in Prag Achter über 400 Meter Hürden.
Bei den Halleneuropameisterschaften gewann er über 400 Meter 1979 in Wien Bronze und wurde 1980 in Sindelfingen Vierter.
Bei den Olympischen Spielen 1980 in Moskau wurde er über 400 Meter Hürden Sechster und schied über 400 Meter im Vorlauf aus.
Jeweils neunmal wurde er rumänischer Meister über 400 Meter (1977–1982, 1984–1986) und 400 Meter Hürden (1976–1980, 1982, 1984–1986).

## Persönliche Bestzeiten
- 400 m: 45,87 s, 9. September 1979, Mexiko-Stadt
- 400 m Hürden: 49,64 s, 5. Juni 1980, Stuttgart